# Heraclia doenitzi
Heraclia doenitzi là một loài bướm đêm trong họ Noctuidae.